# Église de la Circoncision de La Valette
Pour les articles homonymes, voir Circoncision (homonymie).
L’église de la Circoncision (en maltais: Knisja taċ-Ċirkonċiżjoni tal-Mulej), connue simplement comme ‘Jesuit Church’, est un édifice religieux catholique de La Valette, à Malte.   Construit de 1593 à 1609 comme élément du collège jésuite y attenant (le ‘Collège de Malte’) l’église est une des plus anciennes et plus vastes de la capitale de Malte.
Reconstruite en 1634 après avoir été endommagée par une explosion, elle resta ouverte après le départ des Jésuites de Malte (1768) et sert aujourd’hui aux cérémonies solennelles de l’université de Malte qui s’est installée dans les bâtiments de l’ancien collège jésuite. L’église fait partie du patrimoine architectural national de Malte.

## Histoire
Les fondations de l’église furent posées en novembre 1593, en même temps que celles du ‘collège de Malte’ dont elle fera partie intégrante.     
L’ensemble occupe tout un bloc urbain. Le collège fut terminé en 1602 et l’église fut achevée et ouverte au culte en 1609. 
Le 12 septembre 1634, l’explosion d'une usine de poudre à canon cause de graves dommages à l'église et au collège. Une grande partie de l’église, y compris sa façade, est reconstruite par la suite dans le style baroque par l'architecte et ingénieur Luccan Francesco Buonamici.  Bien que les travaux se poursuivent tout au long du XVIIe siècle, la façade semble encore inachevée. Le tremblement de terre de Sicile, en janvier 1693, cause de nouveaux dégâts aux bâtiments.   
Les Jésuites sont expulsés de Malte par le grand maître Manoel Pinto da Fonseca en 1768, et le bâtiment devient la propriété du Trésor de l'  ordre de Saint-Jean. Cependant, l'église reste ouverte et un aumônier conventuel est choisi pour assurer les services pastoraux.  
Jusque dans les années 1960 l'église est utilisée pour les cérémonies de remise des diplômes de l'Université de malte qui a pris la succession du Collège jésuite. L’institution s'est alors déplacée vers un nouveau campus à Tal-Qroqq à Msida.  Cependant les Masters et les cérémonies de graduation doctorale se font toujours à l'intérieur de la vieille église.
L’église fut entièrement rénovée, intérieur et extérieur entre 1996 et 2002. Sa façade, et son dôme furent de nouveau rénovés entre 2016 et 2018, en même temps que la façade de l’Université (ancien collège) qui lui est attenante.

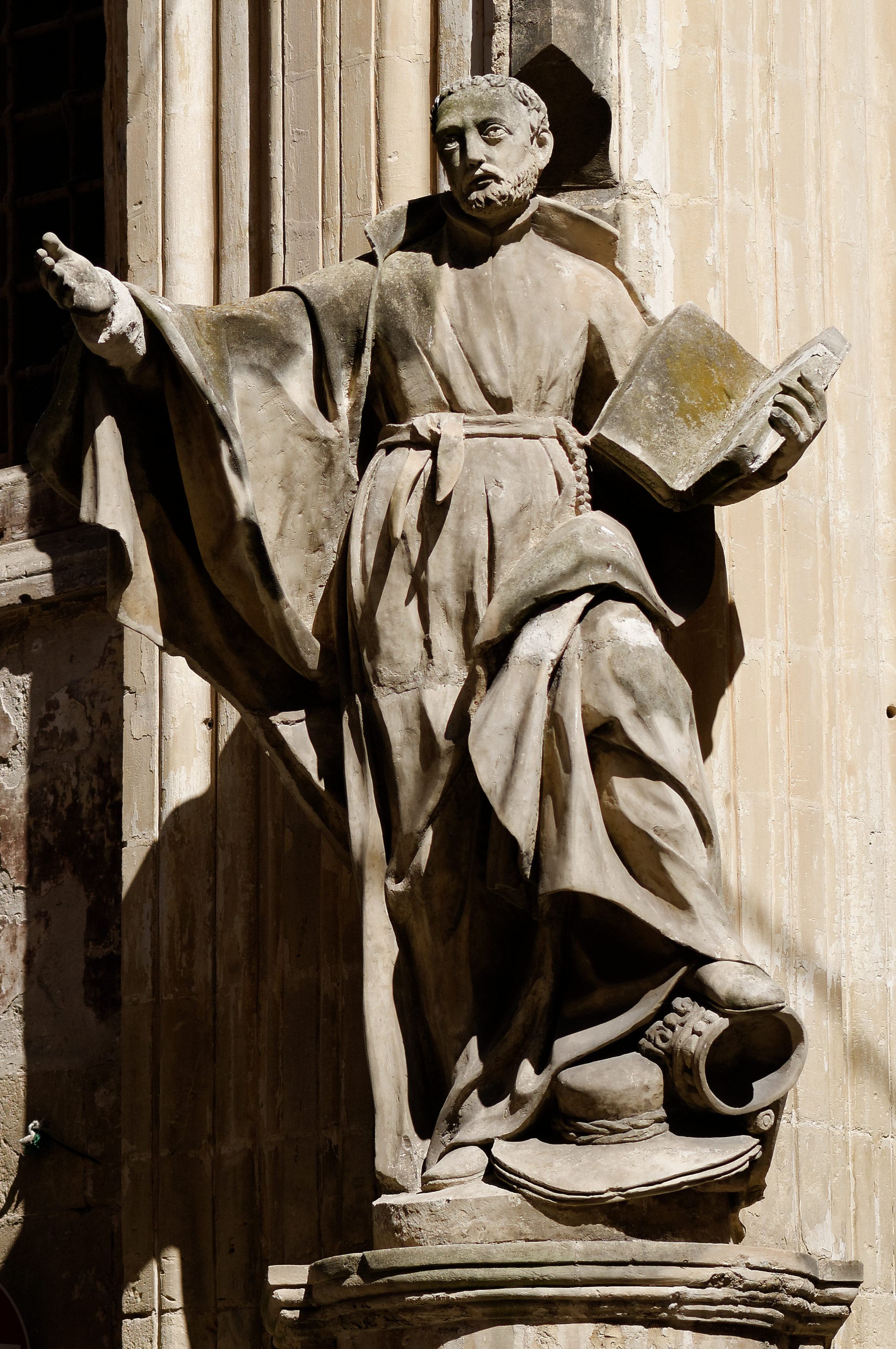
A l'extérieur, au coin des deux rues: la statue de saint François de Borgia

## Description
- Le plan intérieur de l’église suit celui de l’église du Gesù de Rome. La nef à quatre baies compte huit chapelles latérales, la huitième - celle de la congrégation des Onorati - ouvrant sur la rue latérale (rue de l'archevêque).
- La toile qui surmonte l’autel principal illustre la circoncision de l’enfant Jésus. Elle est œuvre de l’artiste Filippo Paladini.
- D’autres toiles sont œuvres des peintres Baldassarre Peruzzi, Stefano Erardi (1630-1716), Nicolo de Simoni et Mattia Preti. Elles datent de 1590 à la fin du XVIIIe siècle.